# Lorenzo Zavateri
Lorenzo Gaetano Zavateri (Bologna 8 september 1690 – Bologna 1764) was een Italiaanse componist en violist uit de late barok.

## Levensloop
Zavateri studeerde viool bij Giuseppe Torelli, een destijds internationaal vermaarde virtuoos, en compositie bij Luca Antonio Predieri. De stad Bologna was in die periode een actief en productief muzikaal centrum, beroemd om de kwaliteit van het onderwijs van zang- en snaarinstrumenten, en om de levendigheid van de compositie van de Bolognese School. Later maakte hij, net als vele van zijn Italiaanse collega's, vele reizen door Europa, en trad hij op als violist aan de grote Europese hoven. Hij verbleef ook in Ferrara, Livorno en Venetië. Hij werd in 1717 toegelaten tot de selecte Accademia Filarmonica di Bologna, maar pas in 1725 vestigde hij zich permanent opnieuw in zijn geboortestad. Zijn opdrachtgever en tegelijk pupil wordt graaf Cornelio Pepoli Musotti (1708-1777), Bolognese senator en Venetiaanse edelman, mecenas en beschermheer van schrijvers en muzikanten. Rond het midden van de jaren twintig sloot hij zich aan bij het prestigieuze orkest van de San Petronio-kapel. In de archieven van de kapel wordt Zavateri vaak genoemd als violist. Tot zijn leerlingen behoorden muzikanten van aristocratische afkomst, onder wie Francesco Landini. Hij stierf in 1764 in Bologna, waar hij het grootste deel van zijn leven had doorgebracht, na een leven waarin hij een bescheiden artistieke bekendheid had verworven.

## Werken
Zavateri’s werken vormen vroege voorbeelden van een “gallante stijl”, typisch voor de late barok en de vroege klassieke periode. Toch hield hij strikt de formele conventies van die tijd aan, onder invloed van de traditionele compositionele scholen van Antonio Vivaldi en Georg Friedrich Händel. Zavateri heeft zelf nauwelijks muziek uitgegeven, zodat we alleen beschikken over de edities van twee composities: opus 1 met 12 Concerti, en opus 2 met 12 Divertimenti. Verder zijn nog enkele stukken in dansvorm bekend: een manuscript uit 1736, opgedragen aan al nobile dilettante (“nobele amateur”) Francesco Petronio Rampionesi. Bronnen bevestigen dat hij ook heeft meegewerkt aan een vioolhandleiding die is geschreven door zijn collega Daniel Dal Barba.